# Nuno Gomes Nabiam
Nuno Gomes Nabiam (ur. 17 listopada 1966) – polityk Gwinei Bissau, premier państwa w latach 2020–2023. 
Był członkiem Afrykańskiej Partii Niepodległości Gwinei i Zielonego Przylądka (PAIGC), a po odejściu z niej wziął udział, jako niezależny kandydat, w wyborach prezydenckich w 2014. Został pokonany przez José Mario Vaza w drugiej rundzie, z wynikiem 38,1%. W listopadzie tego samego założył partię Zjednoczonego Zgromadzenia Ludowego, która w wyborach parlamentarnych w 2019 uzyskała 8,5% głosów i 5 mandatów.  Gomes Nabiam objął stanowisko pierwszego wiceprzewodniczącego Narodowego Zgromadzenia Ludowego. 
W wyborach prezydenckich w 2019 ponownie ubiegał się o prezydenturę, uzyskując trzecie miejsce z 13,2% głosów. Po wyborach prezydent elekt Umaro Sissoco Embaló desygnował go na funkcję nowego premiera, funkcję tę objął 28 lutego 2020. 8 sierpnia 2023 roku na stanowisku premiera zastąpił go Geraldo Martins.